# Egila de Ilíberis
Para otros personajes del mismo nombre, véase Egila.
Egila fue un eclesiástico visigodo, obispo de Ilíberis en el siglo VIII.
Probablemente francés de la Galia Narbonense, hacia el año 777 fue consagrado obispo regionario (sin sede episcopal) por el arzobispo Wulcario de Sens con el beneplácito del papa Adriano I y del rey franco Carlomagno, y enviado a predicar al Emirato de Córdoba, gobernado por Abderramán I, con la misión de combatir las doctrinas religiosas heterodoxas que favorecidas por la convivencia de los cristianos con los omeyas musulmanes se extendían entre los cristianos mozárabes.
Tras fijar su sede episcopal en Ilíberis, que había quedado vacante por la muerte de su obispo Balduigio, Egila comenzó con éxito su labor pastoral. 
Sin embargo poco después se adhirió a la secta herética de Migecio, que negaba la Santísima Trinidad y la Iglesia fuera de Roma. La herejía de Migecio fue erradicada antes del año 785 gracias a la intervención del metropolitano Elipando de Toledo (que después caería en la del adopcionismo), y Egila retornó a la fe cristiana. Se desconoce la fecha de su muerte, que debió ocurrir poco después.
Se conserva parte de su correspondencia con el papa Adriano, en la que expone sus diferencias con los migecianos sobre la predestinación y el libre albedrío, el ayuno, la fecha en que debería celebrarse la Pascua y la conveniencia de relacionarse con judíos y musulmanes.